# 有田芳生
有田芳生（1952年2月20日—）是日本政治家、新闻工作者、电视评论员。立憲民主黨籍。
父亲是政治運動家、劳工运动家有田光雄。

## 生平
京都府北桑田郡周山町（后京北町、今京都市右京区）出生。
京都府立乙訓高校就读后，1977年从立命館大学经济学部毕业。1970年以18岁年龄加入日本共産党。1977年（昭和52年）到1984年（昭和59年）在和共産党关系紧密的新日本出版社勤務。
居住在東京都練馬区。